# Alieke Tuin
Alieke Tuin (* 24. Januar 2001 in Winsum) ist eine niederländische Fußballspielerin.

## Karriere

### Klub
Sie startete ihre Karriere beim SC Heerenveen und kam dort in der Erstliga-Saison 2020/21 zu 13 Einsätzen. Zur Saison 2021/22 wechselte sie zu VV Alkmaar, wo sie nun schnell den Status einer Stammspielerin erhielt. Seit der Spielzeit 2022/23 steht sie bei Fortuna Sittard unter Vertrag, mit denen sie in die Debüt-Saison in der Eredivisie startete.

### Nationalmannschaft
Am 6. April 2023 kam sie zu ihrem ersten bekannten Einsatz für die niederländische U-23-Mannschaft, wo sie bei einem 2:0-Sieg über Italien in der Startelf stand.
Für die A-Nationalmannschaft bekam sie noch keinen Einsatz. Bei der Vorbereitung für die Weltmeisterschaft 2023 wurde sie Ende Mai in den vorläufigen Turnier-Kader berufen. Später gehörte sie aber nicht dem finalen Kader bei der WM an.